# Finanzierungstitel
Finanzierungstitel (oder Finanztitel) sind im Finanzwesen die auf den Kapitalmärkten umgesetzten Handelsobjekte.

## Allgemeines
Das Kompositum „Finanzierungstitel“ enthält als Bestimmungswort „Finanzierung“ als Versorgung eines Wirtschaftssubjekts mit Kapital und das Grundwort „Titel“ als Urkunde, mit der bestimmte Ansprüche und Pflichten rechtskräftig festgestellt werden. Der Begriffsumfang von „Finanzierungstitel“ ist ungenau und umfasst alle in einer Urkunde dokumentierten Rechte und Pflichten, die ein Kapitalgeber (Anleger) als Gegenleistung für die Bereitstellung von Kapital (Kapitalangebot) erwirbt.
Auch Herbert Hax verwendet in seinem Grundlagenwerk über die Finanzwirtschaft den Begriff in der Weise, dass Unternehmen Mittel von externen Kapitalgebern erhalten, wobei die Kapitalgeber als Gegenwert eine Gesamtheit von Rechten, manchmal auch verbunden mit Verpflichtungen, in Form eines Finanzierungstitels erhalten. Für Hax fallen unter Finanzierungstitel Aktien ebenso wie Kreditverträge. Michael Bitz versteht „als Finanztitel Ansprüche auf finanzwirtschaftliche Leistungen“. Diese Definition wird vom Autor aufgeteilt in Beteiligungstitel (wie Aktien) und Forderungstitel (wie Anleihen).

## Rechte und Pflichten
Als im Finanzierungstitel verbriefte Rechte und Pflichten stehen dem Kapitalgeber (Anleger) folgende Hauptgruppen zur Verfügung:
| Finanzierungstitel     | wesentliche Rechte               | wesentliche Pflichten/Risiken                                                  | Kapitalform beim Emittenten |
| ---------------------- | -------------------------------- | ------------------------------------------------------------------------------ | --------------------------- |
| Aktien                 | Dividenden und Stimmrechte       | Insolvenzrisiko                                                                | Eigenkapital                |
| Anleihen/Schuldscheine | Zins (Kupon) und Gläubigerrechte | Emittentenrisiko                                                               | Fremdkapital                |
| Sparbücher             | Sparzins und Barauszahlung       | Insolvenzrisiko, aber durch Einlagensicherung begrenzt oder ganz ausgeschaltet | Fremdkapital                |

Manchmal wird der Begriff Finanztitel auch für an Wertpapierbörsen gehandelte Effekten oder für den Basiswert von Derivaten benutzt.

## Heutige Begrifflichkeiten
Die Begriffe Finanzierungstitel oder Finanztitel kommen in Gesetzen nicht vor, jedoch häufig in der finanzwirtschaftlichen Literatur. Genauere, heute benutzte und vom Begriffsumfang eingeschränkte Bezeichnungen sind Finanzierungsinstrumente, Finanzinstrumente oder Finanzprodukte (die beiden letzteren sind auch Rechtsbegriffe). Diese sind meist standardisiert und fungibel, während Finanzierungstitel (wie Geldmarktpapiere, Genussscheine, Private Equity oder Schuldscheine) überwiegend nicht oder nur umständlich übertragbar sind.

## Abgrenzung
Der Finanzkontrakt ist ein Vertrag, der primär den Austausch von Zahlungsmitteln oder Ansprüchen auf Zahlungsmittel zum Inhalt hat. „Werden solche Ansprüche selbst zum Gegenstand eines Vertrages, dann werden solche Kontrakte auch als Finanztitel 2. Ordnung oder Derivate bezeichnet…“.